# Envergar
En náutica, envergar es ligar la relinga de grátil de una vela cuadra al nervio de la verga o la de caída de un cuchillo al nervio, esnón, estay, entena o mástil.
Según que la vela quede firme o tenga que izarse, se enverga de distinto modo. En el primer caso se hace mediante unos cabitos llamados envergues, que se afirman en los ollaos que tiene la vela en la relinga que se enverga o por medio de un cabo que se culebrea por dichos ollaos y el nervio. En el segundo caso se hace mediante unos anillos de hierro o garruchos que firmes a la relinga, abrazan desahogadamente el nervio.